# Rivière Itaya
La rivière Itaya ou río Itaya  est un affluent de l'Amazone, au Pérou.

## Géographie
L'Itaya est l'un des trois cours d'eau qui entoure Iquitos, la ville la plus importante de l'Amazonie péruvienne. La rivière porte le nom du palmier en éventail du genre Itaya, découvert sur ses rives.
Les crues y sont fréquentes si bien que les constructions s'y sont adaptées autour d'un système de pilotis, notamment dans le quartier Belen où la problématique de la salubrité reste préoccupante. 
La promenade Malecón Tarapacá (es) surplombe l'Itaya en centre-ville, prolongée au nord par le Malecón Maldonado.

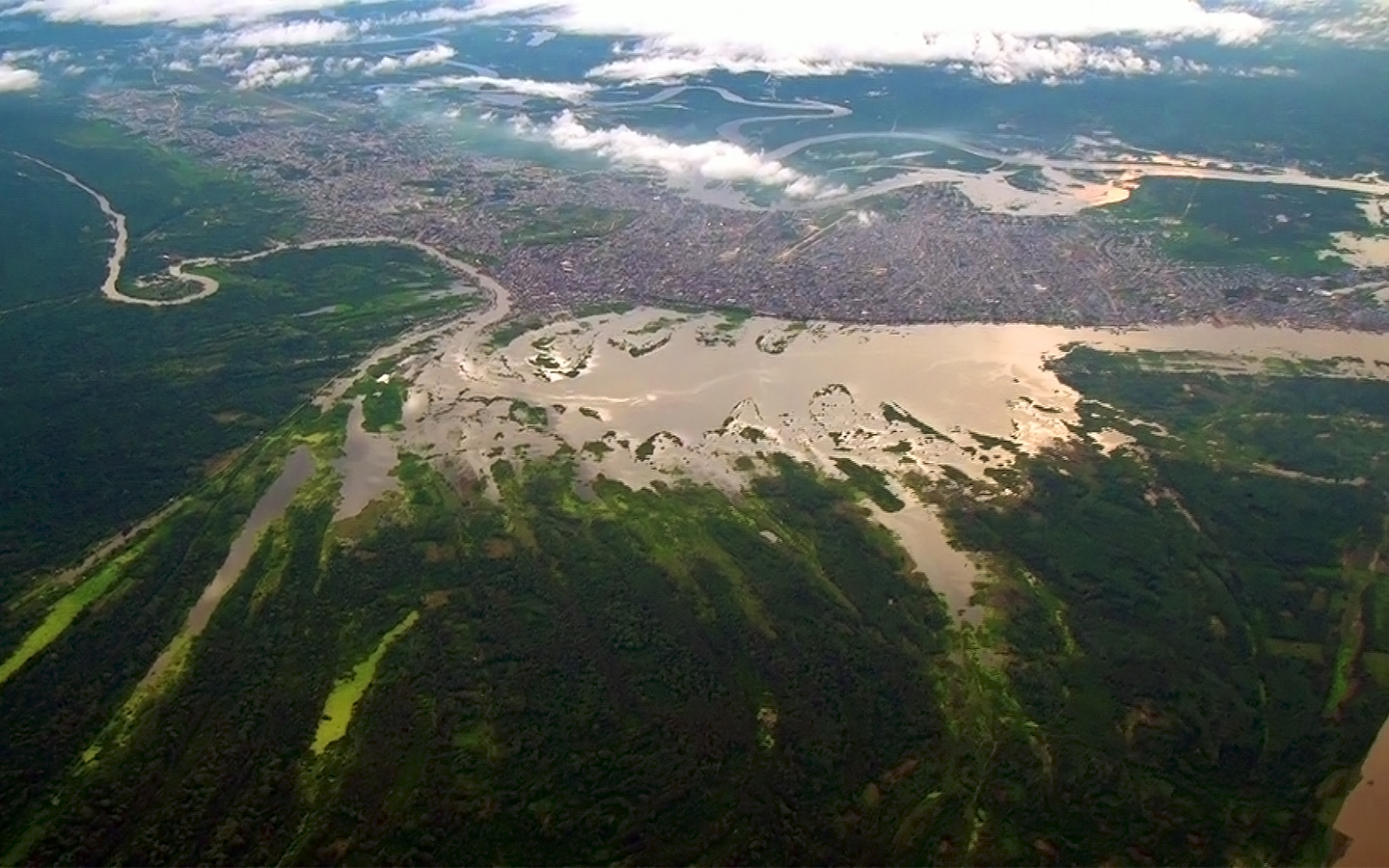
Vue aérienne d'Iquitos avec la rivière Itaya en crue au premier plan.
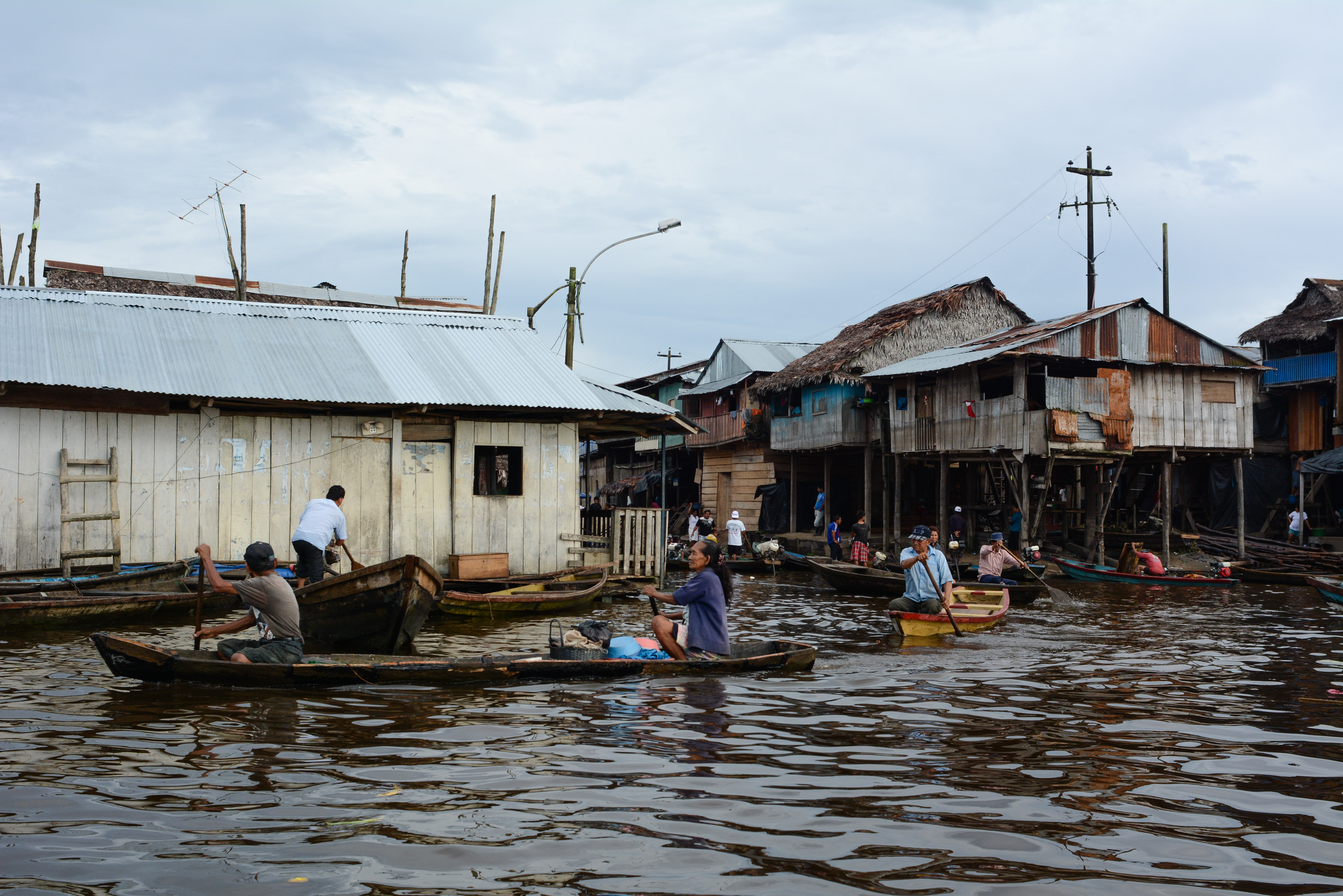
Quartier de Belen et constructions sur pilotis.